# Sandlapper 200 1962
Sandlapper 200 1962 var ett stockcarlopp ingående i Nascar Grand National Series (nuvarande Nascar Cup Series) som kördes 7 juli 1962 på den 0,5 mile (804,672 m) långa ovalbanan Columbia Speedway i Cayce, en förort till Columbia i South Carolina. Totalt avverkades 100 miles (160,934 km) fördelat på 200 varv. Banunderlaget var dirt. Loppet vanns av Rex White i en Chevrolet ägd av White själv på tiden 1:36.12. Whites snitthastighet uppgick till 62,37 mph. Prispotten uppgick till 4 525 dollar, varav 1 000 dollar gick till segraren.

## Resultat
| Plc     | Nr | Förare         | Team/ bilägare        | Konstruktör | Start | Varv | Ledda varv |
| ------- | -- | -------------- | --------------------- | ----------- | ----- | ---- | ---------- |
| 1       | 4  | Rex White      | Rex White             | Chevrolet   | 4     | 200  | i.u.       |
| 2       | 8  | Joe Weatherly  | Bud Moore Engineering | Pontiac     | 3     | 200  | i.u.       |
| 3       | 47 | Jack Smith     | Jack Smith            | Pontiac     | 1     | 199  | i.u.       |
| 4       | 6  | Cotton Owens   | Owens Racing          | Pontiac     | 9     | 199  | i.u.       |
| 5       | 11 | Ned Jarrett    | B.G. Holloway         | Chevrolet   | 5     | 199  | i.u.       |
| 6       | 27 | Tommy Irwin    | Melvin Bradley        | Chevrolet   | 11    | 198  | i.u.       |
| 7       | 60 | Tom Cox        | Ray Herlocker         | Plymouth    | 6     | 197  | i.u.       |
| 8       | 61 | Sherman Utsman | Sherman Utsman        | Ford        | 12    | 189  | i.u.       |
| 9       | 34 | Wendell Scott  | Scott Racing          | Chevrolet   | 10    | 186  | i.u.       |
| 10      | 1  | George Green   | Jess Potter           | Chevrolet   | 19    | 185  | i.u.       |
| 11      | 19 | Herman Beam    | Herman Beam           | Ford        | 13    | 183  | i.u.       |
| 12      | 18 | Stick Elliott  | Toy Bolton            | Pontiac     | 15    | 183  | i.u.       |
| 13      | 62 | Curtis Crider  | Curtis Crider         | Mercury     | 17    | 182  | i.u.       |
| 14      | 87 | Buddy Baker    | Buck Baker Racing     | Chrysler    | 18    | 177  | i.u.       |
| 15      | 48 | Joe Penland    | Floyd Powell          | Chevrolet   | 20    | 160  | i.u.       |
| 16      | 2  | Jim Paschal    | Cliff Stewart Racing  | Pontiac     | 7     | 104  | i.u.       |
| 17      | 17 | Fred Harb      | Fred Harb             | Ford        | 8     | 95   | i.u.       |
| 18      | 76 | Neil Castles   | Neil Castles          | Ford        | 16    | 73   | i.u.       |
| 19      | 36 | Larry Thomas   | Wade Younts           | Dodge       | 14    | 60   | i.u.       |
| 20      | 43 | Richard Petty  | Petty Enterprises     | Plymouth    | 2     | 20   | i.u.       |
| Källor: |    |                |                       |             |       |      |            |